# 日本俱乐部青年足球18岁以下锦标赛
日本俱樂部青年足球18歲以下錦標賽（日本クラブユースサッカー選手権 (U-18)大会）是由日本足球協會與日本俱樂部青年足球聯盟聯合舉辦的針對日本各足球俱樂部高中生年齡段青年隊的足球賽事。

## 賽事概況
日本俱樂部青年足球18歲以下錦標賽的舉辦目的旨在選拔出日本高中生年齡段最佳足球俱樂部青年隊，而同年齡組的其他足球賽事還包括高圓宮盃日本足球協會18歲以下足球聯賽和日本職業足球聯賽青年錦標賽等。
該賽事每年於7月底至8月初舉行。最早的比賽都集中於福島縣的J-VILLAGE舉行；而在2006年至2010年期間，預賽和四分之一決賽在J-VILLAGE舉行，而半決賽和決賽則移師至橫濱市的日本發條三澤公園球場進行；但從2011年開始，比賽的預賽、八分之一決賽和四分之一決賽都安排在群馬縣舉行，但半決賽和決賽還是在日本發條三澤公園球場進行。需要注意的是，從2016年開始，該項比賽的首都圈賽事都在味之素西丘足球場舉行，但後因為新冠疫情影響曾於2020年至2023年期間又回到群馬縣比賽。
日本俱樂部青年足球18歲以下錦標賽最初定名“第一屆青年足球聯賽（第1回ユースリーグ）”，后在第二屆到第六屆改名為“全國俱樂部青年足球錦標賽（全国クラブユースサッカー選手権大会）”，隨後又於第七屆到第二十屆更名為“全日本俱樂部青年足球錦標賽（全日本クラブユースサッカー選手権大会）”，最後從第二十一屆賽事使用現名。

### 舉辦單位
本章節以2024年第48屆賽事為準。
- 主辦單位：日本足球協會、日本俱樂部青年足球聯盟

- 主管單位：關東俱樂部青年足球聯盟、群馬縣足球協會、東京都足球協會、關西俱樂部青年足球聯盟、中國俱樂部青年足球聯盟、山口縣足球協會、九州俱樂部青年足球聯盟、宮崎縣足球協會

- 協辦單位：大阪府足球協會

- 贊助廠商：麒麟控股、阿迪達斯、摩騰、米琪邦（日语：ニチバン）

## 比賽方式

### 小組賽階段
日本俱樂部青年足球18歲以下錦標賽小組賽階段共有32個球隊名額；這些球隊將分成8組，每組4隻球隊。小組賽採用循環賽制。每場比賽為70分鐘（上下半場個35分鐘）；勝隊積3分、平局各積1分、負隊積0分。小組內排名依次依據積分、淨勝球、總進球、對戰成績和抽籤等方式排序；而小組間排名則也依次依據積分、淨勝球、總進球和抽檢等方式排序。

### 淘汰賽階段
淘汰賽階段原本為16隻球隊參與，但2024年則改為8隻隊伍。淘汰賽階段每場比賽為80分鐘（上下半場各40分鐘）。若常規比賽時間內出現平局，八分之一決賽和四分之一決賽直接採用點球大戰決出晉級隊伍；半決賽和決賽則先進行上下半場各20分鐘的40分鐘加時賽，若仍未決出勝負則進行點球大戰。需要注意的是，2024年的錦標賽僅有決賽採用了加時賽。

### 冠亞軍特權
截至2010年之前，日本俱樂部青年足球18歲以下錦標賽的冠亞軍都將自動獲得參加高圓宮盃全日本青年足球18歲以下錦標賽的參賽資格；若已獲得相關資格，則該特權由該球隊所屬賽區的預選賽亞軍遞補不得。但這項特權在2011年成立高圓宮盃日本足球協會18歲以下足球聯賽後被事實上取消。

## 賽事結果
| 屆                                                | 年份   | 冠軍球隊 | 決賽比分 | 亞軍球隊 | 季軍球隊 | 公平競賽獎      |
| ------------------------------------------------- | ------ | -------- | -------- | -------- | -------- | --------------- |
| 1                                                 | 1977年 | 示例     | 示例     | 示例     | 示例     | 暫未設立        |
| 2                                                 | 1978年 | 示例     | 示例     | 示例     | 示例     | 暫未設立        |
| 3                                                 | 1979年 | 示例     | 示例     | 示例     | 示例     | 暫未設立        |
| 4                                                 | 1980年 | 示例     | 示例     | 示例     | 示例     | 暫未設立        |
| 5                                                 | 1981年 | 示例     | 示例     | 示例     | 示例     | 暫未設立        |
| 6                                                 | 1982年 | 示例     | 示例     | 示例     | 示例     | 暫未設立        |
| 7                                                 | 1983年 | 示例     | 示例     | 示例     | 示例     | 暫未設立        |
| 8                                                 | 1984年 | 示例     | 示例     | 示例     | 示例     | 暫未設立        |
| 9                                                 | 1985年 | 示例     | 示例     | 示例     | 示例     | 暫未設立        |
| 10                                                | 1986年 | 示例     | 示例     | 示例     | 示例     | 暫未設立        |
| 11                                                | 1987年 | 示例     | 示例     | 示例     | 示例     | 暫未設立        |
| 12                                                | 1988年 | 示例     | 示例     | 示例     | 示例     | 暫未設立        |
| 13                                                | 1989年 | 示例     | 示例     | 示例     | 示例     | 暫未設立        |
| 14                                                | 1990年 | 示例     | 示例     | 示例     | 示例     | 暫未設立        |
| 15                                                | 1991年 | 示例     | 示例     | 示例     | 示例     | 暫未設立        |
| 16                                                | 1992年 | 示例     | 示例     | 示例     | 示例     | 暫未設立        |
| 17                                                | 1993年 | 示例     | 示例     | 示例     | 示例     | 暫未設立        |
| 18                                                | 1994年 | 示例     | 示例     | 示例     | 示例     | 暫未設立        |
| 19                                                | 1995年 | 示例     | 示例     | 示例     | 示例     | 暫未設立        |
| 20                                                | 1996年 | 示例     | 示例     | 示例     | 示例     | 暫未設立        |
| 21                                                | 1997年 | 示例     | 示例     | 示例     | 示例     | 暫未設立        |
| 22                                                | 1998年 | 示例     | 示例     | 示例     | 示例     | 暫未設立        |
| 23                                                | 1999年 | 示例     | 示例     | 示例     | 示例     | 暫未設立        |
| 24                                                | 2000年 | 示例     | 示例     | 示例     | 示例     | 暫未設立        |
| 25                                                | 2001年 | 示例     | 示例     | 示例     | 示例     | 暫未設立        |
| 26                                                | 2002年 | 示例     | 示例     | 示例     | 示例     | 暫未設立        |
| 27                                                | 2003年 | 示例     | 示例     | 示例     | 示例     | 暫未設立        |
| 28                                                | 2004年 | 示例     | 示例     | 示例     | 示例     | 暫未設立        |
| 29                                                | 2005年 | 示例     | 示例     | 示例     | 示例     | 暫未設立        |
| 30                                                | 2006年 | 示例     | 示例     | 示例     | 示例     | 暫未設立        |
| 30                                                | 2007年 | 示例     | 示例     | 示例     | 示例     | 暫未設立        |
| 32                                                | 2008年 | 示例     | 示例     | 示例     | 示例     | 暫未設立        |
| 33                                                | 2009年 | 示例     | 示例     | 示例     | 示例     | 暫未設立        |
| 34                                                | 2010年 | 示例     | 示例     | 示例     | 示例     | 暫未設立        |
| 35                                                | 2011年 | 示例     | 示例     | 示例     | 示例     | 暫未設立        |
| 36                                                | 2012年 | 示例     | 示例     | 示例     | 示例     | 暫未設立        |
| 37                                                | 2013年 | 示例     | 示例     | 示例     | 示例     | 暫未設立        |
| 38                                                | 2014年 | 示例     | 示例     | 示例     | 示例     | 暫未設立        |
| 39                                                | 2015年 | 示例     | 示例     | 示例     | 示例     | 暫未設立        |
| 40                                                | 2016年 | 示例     | 示例     | 示例     | 示例     | 暫未設立        |
| 41                                                | 2017年 | 示例     | 示例     | 示例     | 示例     | 暫未設立        |
| 42                                                | 2018年 | 示例     | 示例     | 示例     | 示例     | 暫未設立        |
| 43                                                | 2019年 | 示例     | 示例     | 示例     | 示例     | 暫未設立        |
| 44                                                | 2020年 | 示例     | 示例     | 示例     | 示例     | 暫未設立        |
| 45                                                | 2021年 | 示例     | 示例     | 示例     | 示例     | 暫未設立        |
| 46                                                | 2022年 | 示例     | 示例     | 示例     | 示例     | 暫未設立        |
| 47                                                | 2023年 | 示例     | 示例     | 示例     | 示例     | 清水心跳青年隊  |
| 48                                                | 2024年 | 示例     | 示例     | 示例     | 示例     | 名古屋鯨魚U18隊 |
| 註：△代表有進行加時賽；（）內比分為點球大戰得分。 |        |          |          |          |          |                 |

## 外部連接
- 第48屆日本俱樂部青年足球18歲以下錦標賽 官方網站 （页面存档备份，存于）（日語）